# Piganeau et fils
Piganeau et fils est une banque bordelaise du XIXe siècle, fondée par les frères Célestin Piganeau.

## Historique

### Fondation familiale
La banque Piganeau est fondée par Célestin Piganeau, en association avec son beau-père. La banque apparaît en 1835 rue de la Devise-Sainte Catherine. Devant les difficultés dans la gestion de la banque, il décide en août 1837 de faire appel à son frère Jean-Jules Piganeau, capitaine au long cours. Ce dernier dira dans une de ses lettres à un ami : « Mon frère n'a pas été heureux dans ses affaires. J'ai été obligé de venir à son secours et de renoncer à ma carrière pour entreprendre une industrie que je ne connais pas. Je me suis lancé dans la banque et plus tard, j'espère, dans les armements, ce dernier genre (...) étant plus à ma convenance que le premier. »

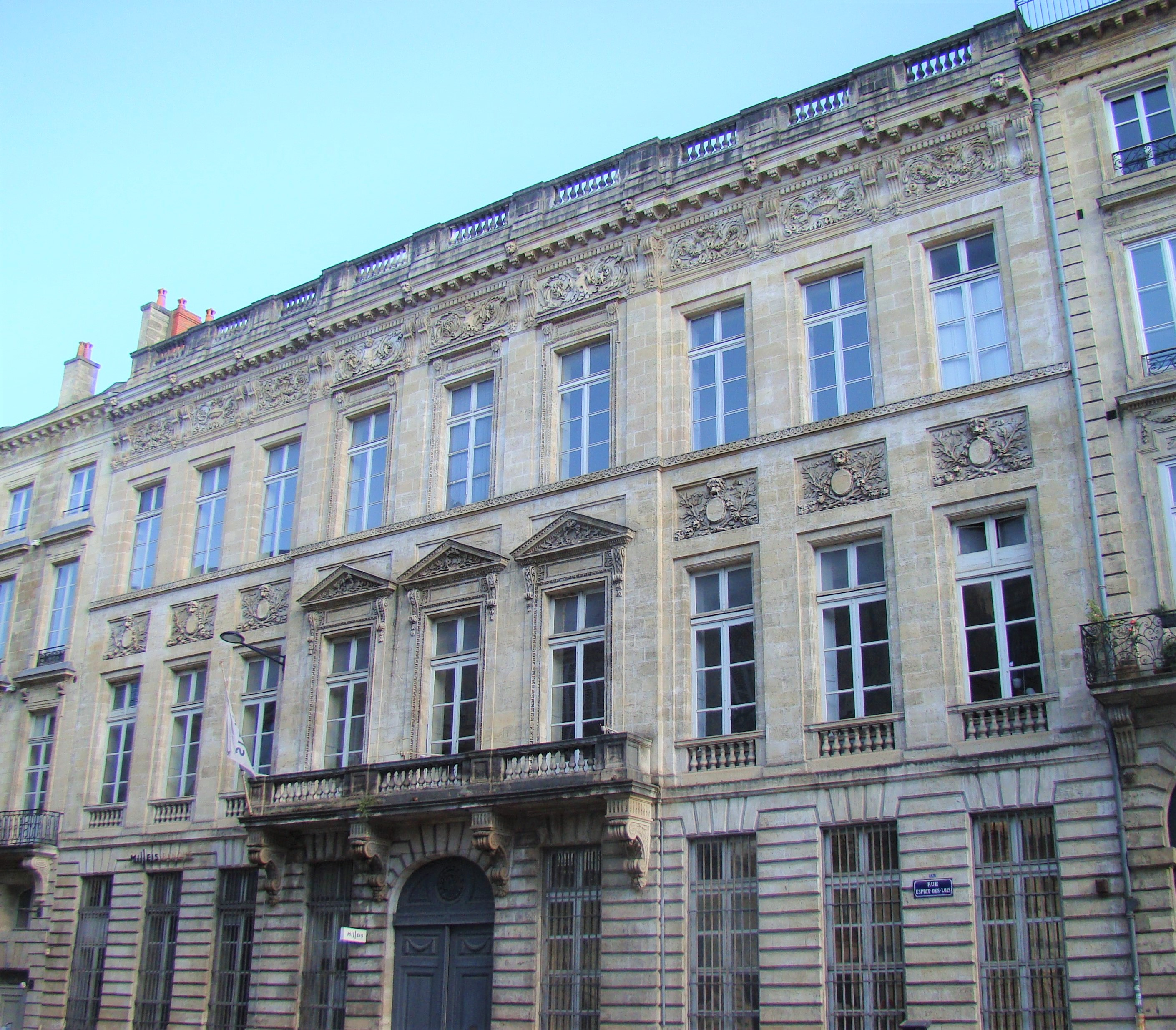
Hôtel Piganeau, rue Esprit-des-lois.

### Croissance progressive
Mais les intérêts des deux frères divergent et Jean-Jules part fonder, avec son fils Léopold, sa propre affaire, la banque J.J Piganeau. Célestin fait alors entrer dans la banque Piganeau ses deux fils, Léopold et Jean-Gustave. Celle ci change donc son nom en Piganeau et Fils en 1861, et emménage 4 rue Esprit des Lois dans l'Hôtel Piganeau à qui elle donne son nom. Les deux frères vont donner à la banque Piganeau et Fils son véritable essor, en faisant d'elle la première banque de la place, tant par le volume d'affaire que par la renommée : « Maison la plus importante de la Place », « gros Crédit » [donc réputation parfaite], « excellente direction de deux frères, aidés de leurs fils ». La Banque de France ne tarit pas d'éloges sur ce fleuron de la banque bordelaise, dotée de toutes les qualités : « activité, intelligence, ordre et assiduité ». 

### Fortune et rayonnement
Les deux fils acquièrent très vite une très grande fortune, estimée entre 15 et 20 millions de francs dans le milieu des années 1880, et investissent dans la construction de véritables châteaux dans la région bordelaise afin de mieux séduire leurs partenaires d'affaires. Léopold fait construire à Mérignac en 1868, avec son beau-père Émile Ravesies, le château de Bourran, tandis que Gustave fait moderniser le château de Dulamon, à Blanquefort, qu'il a hérité de son beau père Joseph Prom en 1871, et le complète du parc de Majolan.
À leur tour ils associent étroitement leurs enfants, Émile (1857-1913), le fils de Léopold, et André (1862-1940), le fils de Gustave, à la direction de la banque. On note aussi que les deux frères marient leurs enfants entre eux : Émile, fils de Léopold, épouse ainsi Marie-Louise, fille de Gustave, peut-être pour éviter la dispersion du patrimoine lors des futures successions. 

### Déclin puis liquidation
Les années 1880-1890 sont marquées par une succession de revers et difficultés pour l'économie bordelaise, fortement dominée par des activités spéculatives. La banque Piganeau et Fils, qui pratiquait des « grosses commandites à certaines maisons », c'est-à-dire des avances à moyen, voire long terme, qu'ils accordent souvent par le biais de découverts souvent renouvelés, court des risques importants. En 1898, une importante maison de négoce de vins, Barkhausen, fait banqueroute et déclenche un vent de panique chez les épargnants qui se précipitent au guichet de la banque Piganeau pour retirer leur argent. Tous les épargnants sont remboursés, mais la banque n’a plus de fonds et s’effondre.
Gustave Piganeau se suicide en se tirant une balle de fusil dans la tête le 18 juin 1898 dans son château de Dulamon, et Léopold décède le 9 septembre de cette même année à Bourran. Leurs fils Émile et André ne pourront que liquider l'affaire. La banque dépose son bilan l’année suivante, en 1899. Tous les biens sont vendus et dispersés.